# Espacio de twistores
En matemáticas y física teórica (especialmente en la teoría de twistores), el espacio de twistores es el espacio vectorial complejo de soluciones de la ecuación twistor {\displaystyle \nabla _{A'}^{(A}\Omega _{^{}}^{B)}=0}. Fue descrito en la década de 1960 por Roger Penrose y Malcolm MacCallum. Según Andrew Hodges, el espacio twistor es útil para conceptualizar la forma en que los fotones viajan por el espacio, utilizando cuatro números complejos. También afirma que el espacio twistor puede ayudar a comprender la asimetría de la fuerza nuclear débil.

## Motivación informal
En las palabras (traducidas) de Jacques Hadamard : "el camino más corto entre dos verdades en el dominio real pasa por el dominio complejo". Por lo tanto, al estudiar el espacio de cuatro dimensiones {\displaystyle \mathbb {R} ^{4}} podría ser valioso identificarlo con {\displaystyle \mathbb {C} ^{2}.} Sin embargo, como no existe una forma canónica de hacerlo, en su lugar se consideran todos los isomorfismos que respetan la orientación y la métrica entre ambos. Resulta que el 3-espacio proyectivo complejo {\displaystyle \mathbb {CP} ^{3}} parametriza tales isomorfismos en conjunto con coordenadas complejas. Así, una coordenada compleja describe la identificación y las otras dos describen un punto en {\displaystyle \mathbb {R} ^{4}}. Resulta que los paquetes de vectores con conexiones autoduales en {\displaystyle \mathbb {R} ^{4}} (instantones) corresponden biyectivamente a haces de vectores holomorfos en 3-espacios proyectivos complejos {\displaystyle \mathbb {CP} ^{3}} .

## Definición formal
Para el espacio de Minkowski, que denotamos como {\displaystyle \mathbb {M} }, las soluciones a la ecuación del twistor son de la forma
{\displaystyle \Omega ^{A}(x)=\omega ^{A}-ix^{AA'}\pi _{A'}}
donde {\displaystyle \omega ^{A}} y {\displaystyle \pi _{A'}} son dos espinores de Weyl constantes,{\displaystyle x^{AA'}=\sigma _{\mu }^{AA'}x^{\mu }} es un punto en el espacio de Minkowski, {\displaystyle \sigma _{\mu }=(I,{\vec {\sigma }})} son las matrices de Pauli, con {\displaystyle A,A^{\prime }=1,2} los índices de las matrices. Este espacio de twistores es un espacio vectorial complejo de cuatro dimensiones, cuyos puntos se denotan por {\displaystyle Z^{\alpha }=(\omega ^{A},\pi _{A'})}, y con una forma hermítica dada por
{\displaystyle \Sigma (Z)=\omega ^{A}{\bar {\pi }}_{A}+{\bar {\omega }}^{A'}\pi _{A'}}
que es invariante bajo el grupo SU(2,2), que es un recubridor cuádruple del grupo conforme C(1,3) del espaciotiempo compactificado de Minkowski.
Los puntos en el espacio de Minkowski están relacionados con subespacios del espacio twistor a través de la relación de incidencia
{\displaystyle \omega ^{A}=ix^{AA'}\pi _{A'}.}
Esta relación de incidencia se conserva bajo una reescala general del twistor, por lo que generalmente se trabaja en un espacio de twistores proyectivo, denotado {\displaystyle \mathbb {PT} }, que como variedad compleja es isomorfo a {\displaystyle \mathbb {CP} ^{3}} .
Dado un punto {\displaystyle x\in M}, este está relacionado con una línea en el espacio de twistores proyectivo, en el que podemos ver la relación de incidencia dando la incrustación lineal de un {\displaystyle \mathbb {CP} ^{1}} parametrizado por {\displaystyle \pi _{A'}} .
La relación geométrica entre el espacio de twistores proyectivo y el espacio de Minkowski compactificado y complejizado es la misma que la relación entre líneas y dos-planos en el espacio de twistores. Más precisamente, el espacio twistor es
{\displaystyle \mathbb {T} :=\mathbb {C} ^{4}.}
Tiene asociada la doble fibración de variedades bandera {\displaystyle \mathbb {P} \xleftarrow {\mu } \mathbb {F} \xrightarrow {\nu } \mathbb {M} } dónde {\displaystyle \mathbb {P} } es el espacio de twistores proyectivo
{\displaystyle \mathbb {P} =F_{1}(\mathbb {T} )=\mathbb {CP} ^{3}=\mathbf {P} (\mathbb {C} ^{4})}
y {\displaystyle \mathbb {M} } es el espacio de Minkowski complejizado y compactificado
{\displaystyle \mathbb {M} =F_{2}(\mathbb {T} )=\operatorname {Gr} _{2}(\mathbb {C} ^{4})=\operatorname {Gr} _{2,4}(\mathbb {C} )}
y el espacio de correspondencia entre {\displaystyle \mathbb {P} } y {\displaystyle \mathbb {M} } es
{\displaystyle \mathbb {F} =F_{1,2}(\mathbb {T} )}
En lo anterior, {\displaystyle \mathbf {P} } significa espacio proyectivo, {\displaystyle \operatorname {Gr} } Grassmanniano y {\displaystyle F} una variedad banderas . La doble fibración da lugar a dos correspondencias {\displaystyle c=\nu \circ \mu ^{-1}} y {\displaystyle c^{-1}=\mu \circ \nu ^{-1}.}
El espacio de Minkowski complejizado y compactificado {\displaystyle \mathbb {M} } está incrustado en {\displaystyle \mathbf {P} _{5}\cong \mathbf {P} (\wedge ^{2}\mathbb {T} )} por la incrustación de Plücker ; la imagen es la cuádrica de Klein.